# Florula Belgica
Florula Belgica (abreviado Fl. Belg.) es un libro con ilustraciones y descripciones botánicas que fue escrito por el político, briólogo, y botánico belga Barthélemy Charles Joseph Dumortier. Fue publicado en el año 1827 con el nombre de Florula belgica, opera majoris prodromus, auctore ...